# Live! - The Sacrifice of Victor
Live! − The Sacrifice of Victor è un Direct-to-video del 1995 del cantante e musicista statunitense Prince in concerto. Immagini esclusive tratto da un Aftershow di Prince e dagli NPG. Girato a Warehouse nightclub di Bagley di Londra l'ultima notte del tour "Act II", l'8 settembre 1993.

## Tracce
1. "Intro"
2. "the Ride" - 10:32
3. "Guitar Interlude"
4. "the Undertaker" - 6:56
5. "Jailhouse Rock" - 1:41
6. "Segue #1"
7. "House in Order" - 5:56
8. "Segue #2"
9. "Call the Law" - 4:53
10. "Heart in my Hand"
11. "Love (Got a Hold on me) - 5:14
12. "in the Mood" - 2:00
13. "Segue #3"
14. "Peach" - 5:42
15. "Soldier in the Army of the Lord / Credits" - 2:00

## Musicisti
- Prince - Victor
- Mayte Garcia (come Mayte)
- Mavis Staples
- The Staples
- The steeles
- The NPG
- The Hornheadz